# Frohna (Misuri)
Frohna es una ciudad ubicada en el condado de Perry en el estado estadounidense de Misuri. En el Censo de 2010 tenía una población de 254 habitantes y una densidad poblacional de 108,6 personas por km².

## Geografía
Frohna se encuentra ubicada en las coordenadas 37°38′15″N 89°37′11″O / 37.63750, -89.61972. Según la Oficina del Censo de los Estados Unidos, Frohna tiene una superficie total de 2.34 km², de la cual 2.34 km² corresponden a tierra firme y (0%) 0 km² es agua.

## Demografía
Según el censo de 2010, había 254 personas residiendo en Frohna. La densidad de población era de 108,6 hab./km². De los 254 habitantes, Frohna estaba compuesto por el 99.61% blancos, el 0% eran afroamericanos, el 0.39% eran amerindios, el 0% eran asiáticos, el 0% eran isleños del Pacífico, el 0% eran de otras razas y el 0% pertenecían a dos o más razas. Del total de la población el 0% eran hispanos o latinos de cualquier raza.